# Neobrachyglossum punctatum
Neobrachyglossum punctatum is een vliegensoort uit de familie van de blaaskopvliegen (Conopidae). De wetenschappelijke naam van de soort is voor het eerst geldig gepubliceerd in 1915 door Krober.